# 林文錦
林文錦（1933年5月20日—），臺中豐原人，臺灣電影攝影師，第61屆金馬獎終身成就獎得主。

## 履歷
林文錦出生於臺中豐原，父親在台灣糖業公司工作，母親為家庭主婦，家中七個兄弟姊妹中排行第三。1950年，他從豐原高商畢業，畢業後曾在糖廠工作過一段時間，後經考試身份入職農業教育電影公司，接受全方位的電影技術訓練，訓練結束後隨錢小佛沖洗劇照，1951年任電影《永不分離》擔任第二錄音助理，1952年被委派台北總公司業務部，負責影片出租工作。
1954年服補充兵役入伍，四個月後回業務部。同年農教與台灣電影事業股份有限公司合併的中影公司，他被調回台中製片廠，入職攝影部門，在首部冠以中影之名的電影《梅崗春回》中擔綱攝影助理，之後與華慧英、方壯猷、賴成英、洪慶雲等人合作。1956年，負責《薛平貴與王寶釧》的錄音工作，同時在幾部台語片中任攝影助理。
1962年，在蔡秋林導演的台語片《烈女養夫》中首次以攝影師身份亮相，之後為中影拍攝《誰能代表我》，是他個人首部以攝影師身份參與的電影。之後陸續拍攝獨立製片公司向中影公司外借的多部台語片，與蔡秋林、李泉溪、林福地、辛奇、張曾澤、李嘉、鄒亞子、丁善璽、陳耀圻、朱延平、劉立立、歐陽俊（蔡揚名）、楊家雲等導演合作，作品包括《雪梅教子》《李亞仙》《桃花泣血記》《悲戀公路》等片。
1966年，憑藉《我女若蘭》獲得第5屆金馬獎最佳彩色影片攝影獎與第十四屆亞洲影展最佳攝影獎。並以《蒂蒂日記》《源》分別入圍第15屆亞洲影展與第17屆亞洲影展的最佳攝影，另外還有《英烈千秋》《突破國際死亡線》《八百壯士》《晚春情事》等片入圍多屆東南亞影展最佳攝影。
1981年，個人執導兼攝影的首部長片《第二次一對一》上映。1992年，生涯掌機拍攝的最後一部電影《不要回頭望》上映，至此生涯攝影電影共八十餘部。1990年，升任中影公司影視製作組組長，1994年調任技術組組長， 1998年於組長任內退休。2020年出版回憶錄《掌鏡人生：金馬獎攝影師林文錦自傳，見證1950-1980年代台灣電影發展史》（ISBN 9789571382500），惟林在書稱中華民國電影攝影協會秘書長呂俊銘「成天處心積慮幹一些見不得人的勾當」，遭對方提告，事後林已經登報道歉，答應即刻下架，不再販售。針對林在2024年獲得金馬獎終身成就獎的事宜，金馬執委會表示會在典禮結束後召開會議討論。

## 作品列表
- 1992 不要回頭望
- 1992 長江三峽
- 1989	晚春情事
- 1986	大人物
- 1985	瘋狂大發財
- 1983	金門女兵
- 1983	四傻害羞
- 1983	竹劍少年
- 1983	落鷹峽
- 1982 女性的復仇
- 1982 小妞、大盜、我
- 1982	紅粉兵團
- 1981 第二次一對一（導演兼攝影）
- 1981	辛亥雙十
- 1980	碧血黃花
- 1980 源
- 1979	樊梨花移山倒海
- 1979	醉拳女刁手
- 1979	雁兒在林梢
- 1979	彩霞滿天
- 1979	悲歡歲月
- 1979	我們永遠在一起
- 1979	我愛芳鄰
- 1979	一顆紅豆
- 1978 永恆的愛
- 1978 鐵扇公主
- 1978 應召女郎
- 1978	小小世界妙妙妙
- 1978	初戀風暴
- 1978	月朦朧鳥朦朧
- 1978	無情荒地有情天
- 1978	晨霧
- 1978	真假功夫
- 1977 南俠北招
- 1977	神腿鐵扇功
- 1977	蒂蒂日記
- 1977	水玲瓏
- 1977	大腳娘子
- 1976	八百壯士
- 1976	黑龍會
- 1975	女逃犯
- 1975	目連救母
- 1974	小英雄大鬧歐洲
- 1974	英烈千秋
- 1973 盜皇陵
- 1973 男子好漢
- 1973 突破國際死亡線
- 1973	大小通吃
- 1972 天王拳
- 1972 大盜
- 1971 青衫客
- 1971 秋瑾
- 1971 英雄膽
- 1971 愛錢不要
- 1971 馬素貞報兄仇
- 1971 江湖半把刀
- 1970 薛剛大鬧花燈（與白同義、林聖雄合攝）
- 1970 先生太太下女
- 1969 只愛你一人
- 1969 八仙過海
- 1969 華光救母
- 1969 你我他
- 1969 玉面貓
- 1968 生命之歌
- 1968 大瘋俠
- 1968 謎一樣的愛情
- 1966 橋
- 1966 我女若蘭
- 1965 一江春水向東流
- 1965	悲戀公路
- 1964 李亞仙
- 1964 桃泣血
- 1964 可愛的人
- 1962 烈女養夫
- 1962 誰能代表我
- 1962 雪梅教子
- 1960 天下父母心

## 外部連結
- 國家電影及視聽文化中心－林文錦 （页面存档备份，存于）
- 林文錦在互联网电影资料库（IMDb）上的資料（英文）（英文）
- 林文錦在豆瓣上的资料（简体中文）
- 林文錦在时光网上的簡介（简体中文）
- 林文錦在台灣電影網上的資料（繁體中文）